# Sparone
Sparone là một đô thị ở tỉnh Torino trong vùng Piedmont, có vị trí cách khoảng 40 km về phía tây bắc của Torino. Tại thời điểm ngày 31 tháng 12 năm 2004, đô thị này có dân số 1.175 người và diện tích là 29,5 km².
Sparone giáp các đô thị: Ronco Canavese, Locana, Ingria, Ribordone, Pont-Canavese, Alpette, Canischio, Pratiglione, Corio, và Forno Canavese.